# Jinmaku
Jinmaku eller Tobari är ett slags japanska "lägergardiner" som användes för att avskärma eller omringa vissa delar av lägret när samurajerna var ute tältade. Själva ordet Jinmaku betyder lägergardiner.
Det finns skriftrullar redan från Heianperioden som visar dess användningsområde. Det finns inga speciella mått för en Jinmaku men den är ca 2 meter hög och dubbelt så bred och pryddes ofta av symboler och klanmärken.
Jinmakus användningsområde var skärma av vinden och nyfikna ögon. Endast fältherrar av högre rang fick lov att använda Jinmaku medan vanliga samurajer fick stanna utanför.